# جولی استل
جولی استل (اندونزیایی: Julie Estelle؛ زادهٔ ۴ ژانویهٔ ۱۹۸۹) بازیگر و مدل اهل اندونزی است.
از فیلم‌ها یا برنامه‌های تلویزیونی که وی در آن نقش داشته‌است، می‌توان به اسکندریه و یورش ۲ اشاره کرد.